# دينو أرسلاناجيتش
دينو أرسلاناجيتش (بالفرنسية: Dino Arslanagić)‏ هو لاعب كرة قدم بلجيكي في مركز الدفاع، ولد في 24 أبريل 1993 في بلجيكا لعب سابقاً في نادي الرياض السعودي.

## وصلات خارجية
- دينو أرسلاناجيتش على موقع الاتحاد الأوربي (الإنجليزية)
- دينو أرسلاناجيتش على موقع الاتحاد البلجيكي (الإنجليزية)
- دينو أرسلاناجيتش على موقع اتحاد تركيا (لاعب) (الإنجليزية)
- دينو أرسلاناجيتش على موقع قاعدة بيانات كرة القدم.إي يو (الإنجليزية)
- دينو أرسلاناجيتش على موقع Soccerway.com (الإنجليزية)
- دينو أرسلاناجيتش على موقع AS.com (الإسبانية)